# リオレ・エ・オリビエ
リオレ・エ・オリビエ（Lioré et Olivier、正式名称：Société de Constructions Aéronautiques d'hydravions Lioré-et-Olivier）は、フランスにかつて存在した航空機メーカーである。
1912年にフェルナン・リオレ (Fernand Lioré) とアンリ・オリビエ (Henri Olivier)の2人によって設立された。リオレ・エ・オリビエはアルジャントゥイユ、クリシー、ロシュフォールの3箇所に工場を持っていた。
1936年のフランス政府による航空機メーカーの国営化プログラムにより他の複数の航空機メーカーと共にSNCASE (シュド・エスト)に統合された。この際、ロシュフォールの工場だけはSNCASO (シュド・ウエスト)の傘下となった。

## 製造・設計した航空機

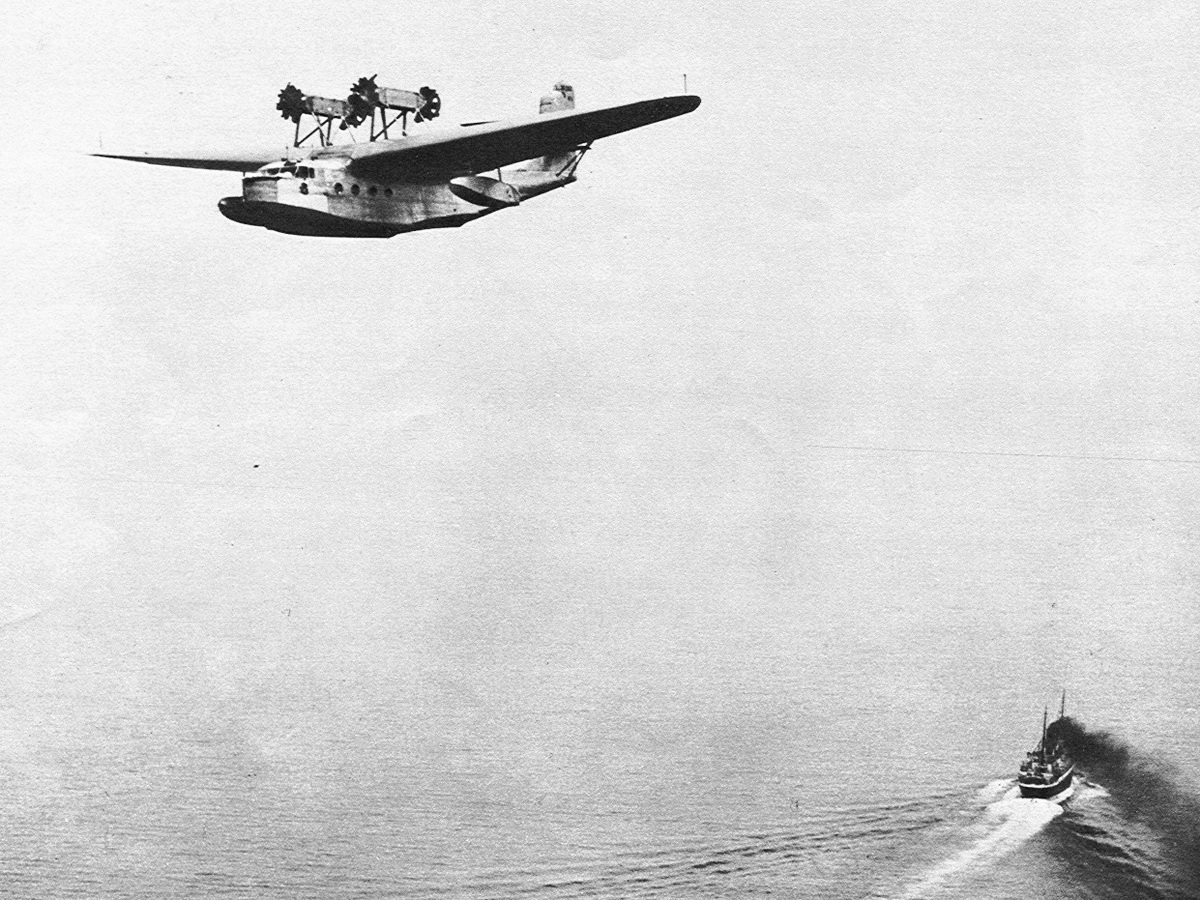
プロヴァンス地方沿岸上空を飛行するLeO H-242。エールフランスのマルセイユ - チュニス間の地中海空路に就航していた。

- LeO 1
- LeO 3
- LeO 4
- LeO 5
- LeO 6
- LeO 7
- LeO 8
- LeO 9
- LeO H-10
- LeO 12
- LeO H-13
- LeO H-15
- LeO H-18
- LeO H-190
- LeO 20
- LeO 21
- LeO H-22
- LeO H-23
- LeO H-24
- LeO H-246
- LeO 25
- LeO H-27
- LeO 30
- LeO 40
- LeO 41
- LeO H-43
- LeO 451
- LeO H-46
- LeO H-47
- LeO 48
- LeO H-49
- LeO 50